# كسوة الطائرة

طائرة الخطوط السعودية من طراز بوينغ 777 عام 2012، بكسوة تحالف سكاي تيم

كسوة الطائرة، (بالإنجليزية:Aircraft livery). عبارة عن مجموعة من الشارات الشاملة التي تتكون من معرفات ملونة ورسومية ومطبعية والتي يطبقها المشغلون (شركات الطيران والحكومات والقوات الجوية وأحيانًا مالكو الشركات) على طائراتهم.

## الخلفية التاريخية

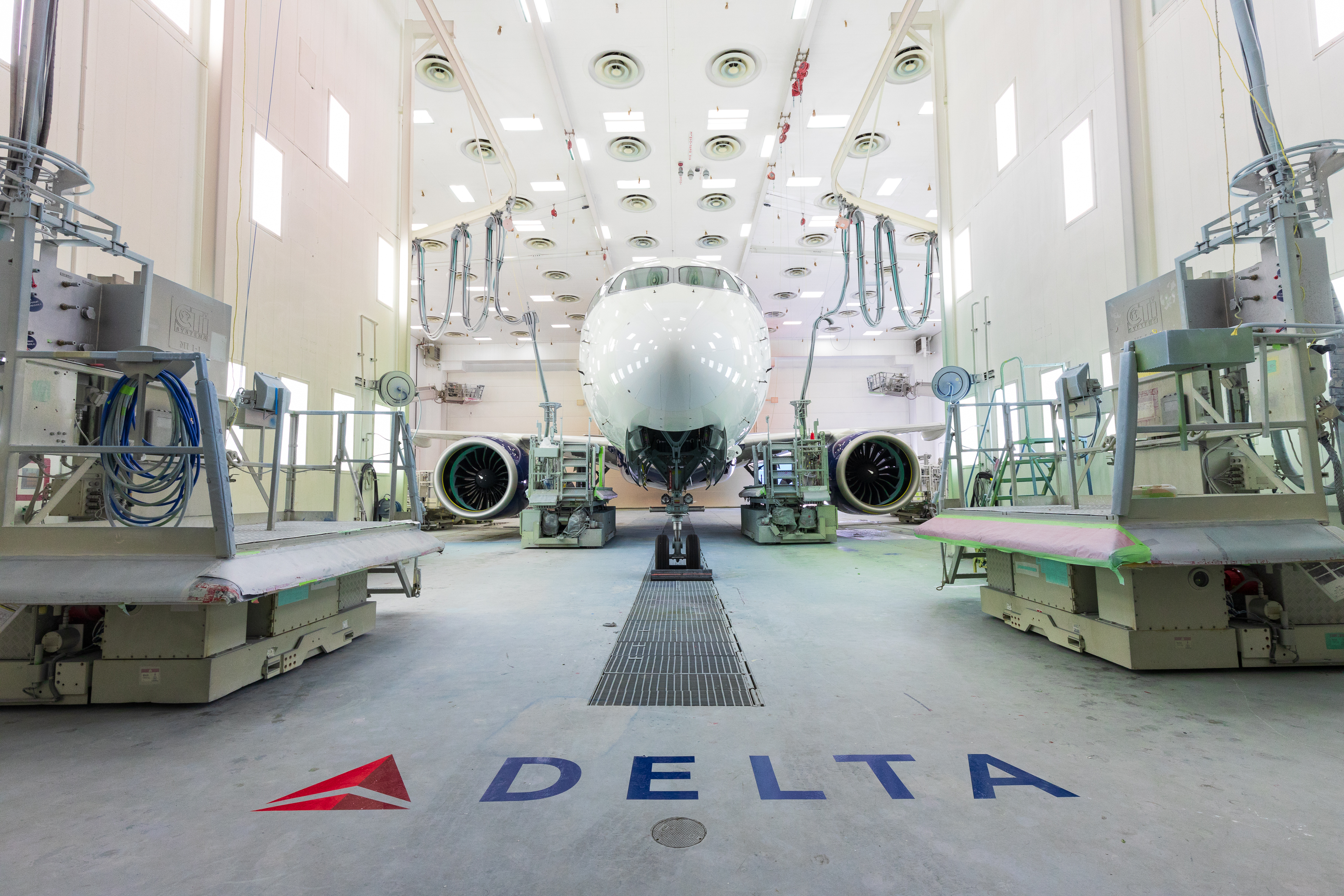
طائرة إيرباص A220 في ورشة طلاء خطوط دلتا الجوية

مع تطور تصميمات الطائرات في السنوات التي أعقبت الحرب العالمية الثانية، أصبحت مجموعة فرعية رائدة من التخصصات الناشئة لهوية الشركة والعلامات التجارية ومن بين أبرز الأمثلة على الموضة. لقد قدموا ساحة لعمل المصممين المتميزين والأشخاص العاديين البارزين مثل ريموند لوي، وألكسندر جيرارد، وجاكلين كينيدي أوناسيس. المصطلح هو تعديل لكلمة كسوة: الملابس ذات النمط الموحد التي كان يرتديها خدم الخنازير الأثرياء وممثلو الحكومة حتى أوائل / منتصف القرن العشرين. مع ظهور العربات الحربية وقطارات السكك الحديدية والسفن البخارية، انتشر مصطلح الزينة إلى زخرفتها. منذ الخمسينيات من القرن الماضي، تغلغلت عناصر من كسوة شركات الطيران في المركبات الأرضية والإعلانات وأثاث المطارات الخاص والمواد الترويجية لشركات الطيران والزي الرسمي لأفراد الطاقم بطريقة متكاملة بشكل متزايد، وانتشرت إلى مواقع شركات الطيران في التسعينيات.

## التطبيق
قد تغير اللوحة في طبقات متعددة لتطبيق basecoat نظام -clearcoat، وتحسين لمعان ولون الاحتفاظ بها وكونها أسرع التجفيف. يمكن أن يضاعف عمر الطلاء ويمكن أن يكون أخف بنسبة تصل إلى 30٪، حيث يصل وزن الطلاء إلى 1,000 رطل (450 كـغ) لكل طائرة. تُستخدم الشارات و / أو الملصقات للعناصر التي تمثل تحديًا هندسيًا مثل العناوين والشعارات.1,000 رطل (450 كـغ) لكل طائرة.
لطلاء طائرة A380 ، كانت هناك حاجة إلى 24 رسامًا خلال أسبوعين لتطبيق 2,300 ل (610 غال-أمريكي) من الطلاء في خمس معاطف للخطوط الجوية البريطانية لتغطية 3,500 م2 (38,000 قدم2) مع 650 كـغ (1,430 رطل). قامت طيران الإمارات بتجريد وإعادة طلاء واحد في 15 يومًا مع 34 شخصًا منها سبعة أيام للرسم، وتغطي 3,076 م2 (33,110 قدم2) مع 1,100 كـغ (2,400 رطل) في سبع طبقات.

## كسوة شركة الطيران

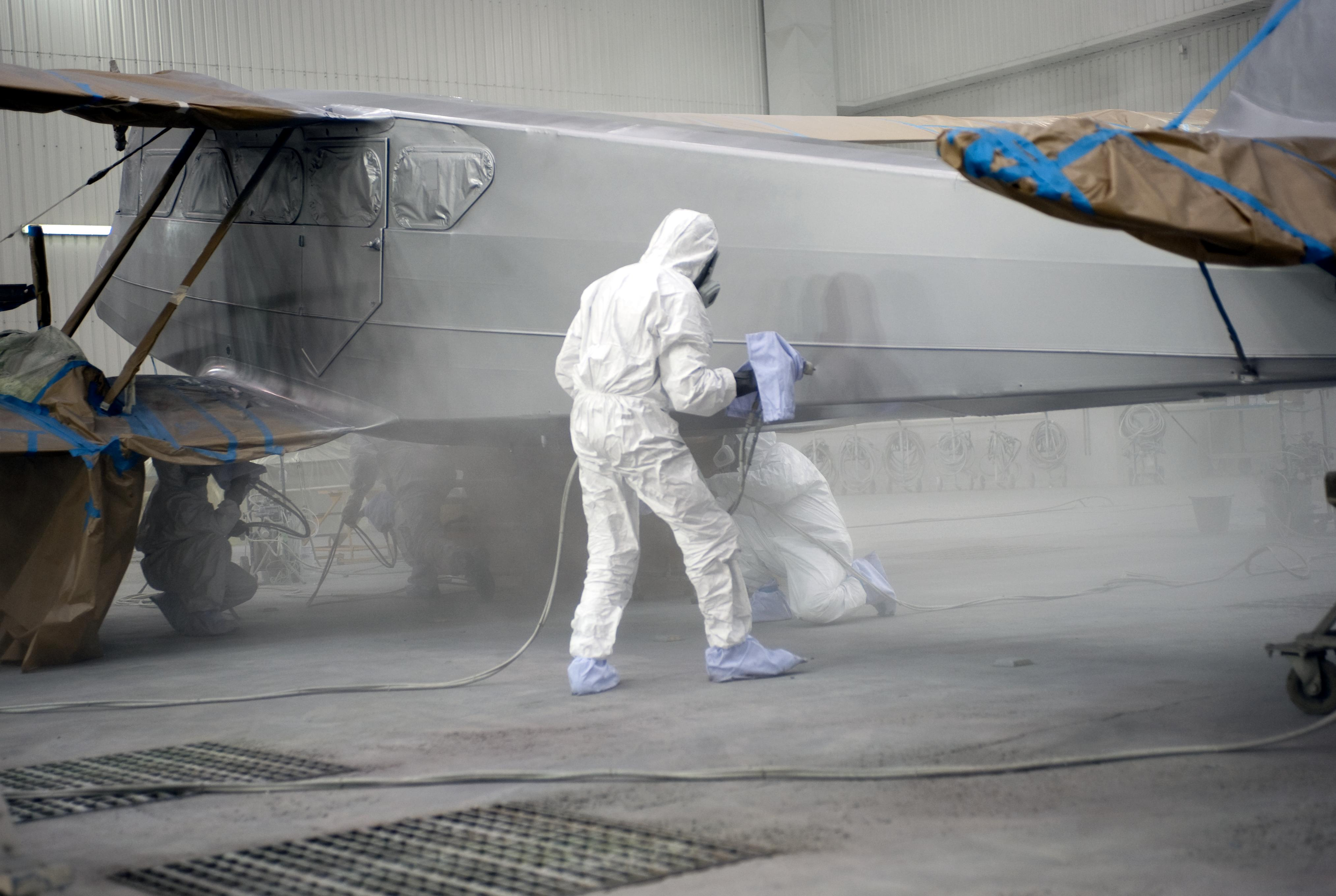
دهان رش الطائرات

### عناصر
تتضمن كسوة الخطوط الجوية مجموعة من العناصر الفردية.
عادة ما يتم تعيين عنوان شركة الطيران بأسلوب معين. يتم تعريف هذا عن كثب من قبل مصممي الطباعة على أنه شعار. تغطي المواصفات: أسلوب الكتابة (إما محرف متاح تجاريًا، أو محرفًا مخصصًا مصممًا ومحميًا بحقوق النشر)؛ نوع الحجم كتابة الحالة (الأحرف الكبيرة أو «الأحرف الكبيرة»، الأحرف الكبيرة والصغيرة، الأحرف الصغيرة فقط)؛ مقطوع (روماني أو بأحرف عمودية، مائل أو أحرف مائلة، عادي / مكثف / موسع)؛ الوزن (جريء، متوسط، خفيف)؛ نسبة (تُعرّف على أنها وحدات ذات إعداد محكم أو فضفاض، بالإضافة إلى مقدار ودرجة تقنين النوع). يختلف الحجم حسب عضو الأسطول؛ فكلما كبرت الطائرة زاد حجم الملكية. نظرًا لأن الكتابة مصممة لتتم قراءتها عادةً من سطح مستوٍ، فغالبًا ما يتم تعديل نوع كسوة الخطوط الجوية لتناسب أسطح الطائرات المنحنية. ينتج عن المواصفات شعار: كليشيه من النوع الذي تظل خصائصه دون تغيير.
يتم تعريف حرف واحد فقط أو شعار شركة الطيران من حيث الهندسة من قبل مصممي الجرافيك. المواصفات الناتجة تسمى الشعار. يتم أيضًا تعديل الشعارات لتناسب الأسطح المنحنية وتظهر متطابقة من زوايا مشاهدة متنوعة.
يتم تحديد اللون أو الألوان من حيث مطابقة الألوان وأنظمة التوحيد القياسي مثل Pantone أو Federal Standard 595 . المواصفات الناتجة تسمى Colourway.
غالبًا ما تحتوي أنواع الطائرات الفردية على تصميمات فردية تبدو متطابقة، ولكنها ليست مماثلة تمامًا لتلك المطبقة على أنواع الطائرات الأخرى التي تديرها نفس شركة الطيران. أصبحت الكسوات الموحدة معتمدة بشكل عام في الخمسينيات والستينيات. قبل ذلك الحين، استخدمت شركات الطيران الفردية، ولا سيما إيروفلوت وبعض شركات الطيران الأمريكية مثل دلتا إيرلاينز، كسوات مخصصة مصممة لكل نوع من الطائرات الفردية التي تشغلها. تخلت شركة إيروفلوت عن هذه الممارسة في أواخر عام 1974، وتبنت زيًا موحدًا عبر أسطولها.

## الكسوة القياسية

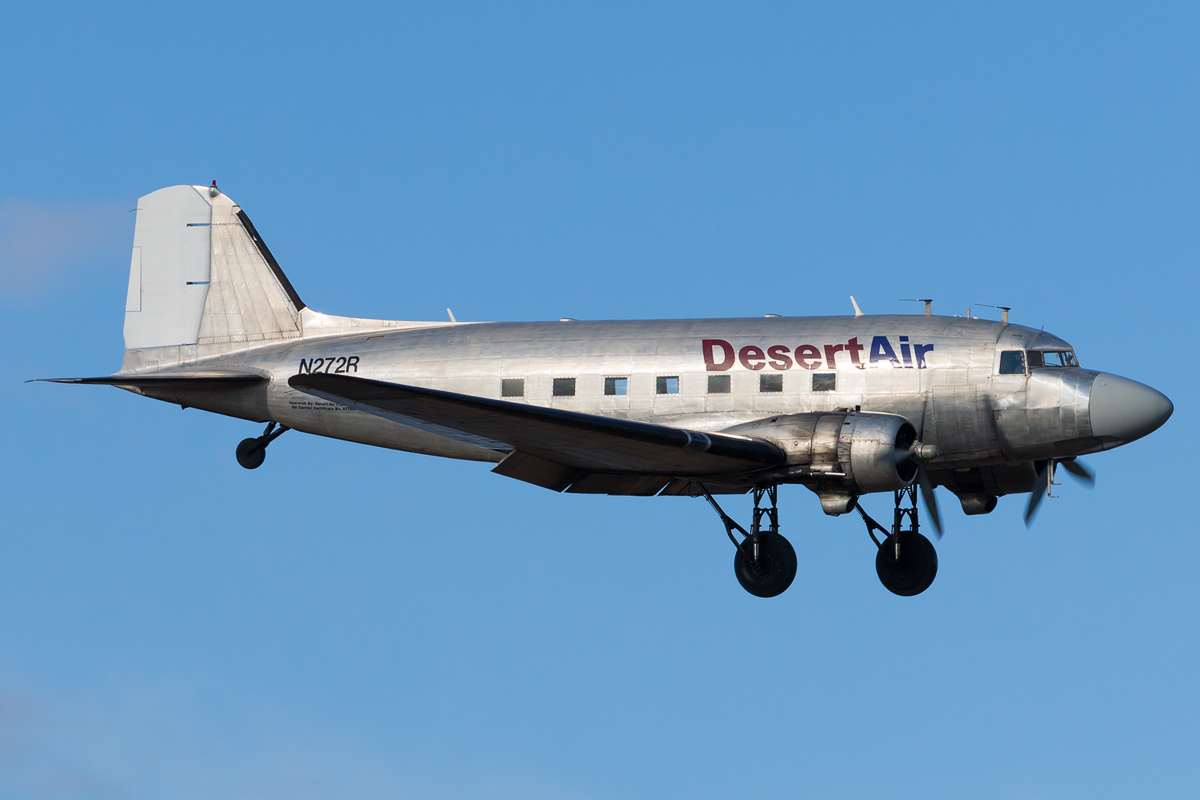
طائرة ديزرت إير دوغلاس دي سي-3 في معدن مكشوف (2015)

### المعدن
حتى ما بعد الحرب العالمية الثانية، كان «الحل الافتراضي» لتصميم كسوة الطائرات هو ترك الجزء الخارجي للطائرة غير مطلي ومزخرف فقط باسم شركة الطيران، بالإضافة إلى احتمال وجود شعار أو حرف واحد فقط. عندما دخلت أول طائرات ركاب معدنية بالكامل في العالم، مثل بوينغ 247 ودوغلاس DC-2 ودوغلاس DC-3، الخدمة في ثلاثينيات القرن الماضي، قدم مظهرها الخارجي اللامع تصميمًا مبتكرًا للكسوة. في ذلك الوقت، كان الطلاء باهظ الثمن، وثقيلًا إلى حد ما، ولديه إلتصاق ضعيف نسبيًا بالمعدن، وكان عرضة للتبييض المبكر والتلف الميكانيكي والكيميائي؛ كان ترك جلد الطائرة غير مطلي إلى حد كبير أمرًا منطقيًا واقتصاديًا.
مع تقدم أبحاث التآكل والطلاء وإطالة عمر الطائرات، بدأت هياكل الطائرات في تطبيق مواد أولية ومعالجات متقدمة على الطائرات أثناء التصنيع. أصر العديد من شركات صناعة الطائرات على بقاء الحماية الشاملة من التآكل في مكانها طوال فترة خدمة الطائرة، أو على الأقل خلال فترات الضمان المتنوعة. هذا جعل الكسوة المعدني العاري مشكلة. بدأوا في إفساح المجال للواجهات الخارجية المطلية بحلول منتصف الستينيات. لضمان طول العمر، تضمنت الكسوة المعدني العاري تلميعًا وتشميعًا مكثفًا أثناء التصنيع وأثناء الخدمة. ومع ذلك، فقد استمر عصر المعدن العاري حتى القرن الحادي والعشرين وظهور الطائرات البلاستيكية المركبة مثل بوينغ 787 دريملاينر وإيرباص A350.
اعتمدت الخطوط الجوية الأمريكية، أبرز مؤيدي المظهر المعدني العاري، طلاءًا مطليًا في عام 2013. شركات طيران أخرى للركاب، بما في ذلك إيروفلوت، إيرومكسيكو، طيران كندا، سي بي إير، كاثي باسيفيك، كوندور فلوجدينست، جات يوغوسلافيا إيرلاينز، لوفتهانزا، نورثويست إيرلاينز، ساس إسكندنافيان إيرلاينز سيستم، تاروم، يو إس إيرويز، وويسترن إيرلاينز استخدمت أيضًا معدنًا غير مكشوفًا بالكامل أو جزء من كسوتهم لفترات محددة أو كتجربة. غالبًا ما ادعت شركات الشحن مثل كارغولوكس و Flying Tiger Line والخطوط الجوية اليابانية للشحن وكوريا للطيران وسي بورد وورلد ايرلاينز أن كسوتها المعدنية العارية
توفر الوزن. ذكرت المطالبات المقابلة أن تكاليف الصيانة الإضافية تلغي هذه الميزة.

### لون شامل

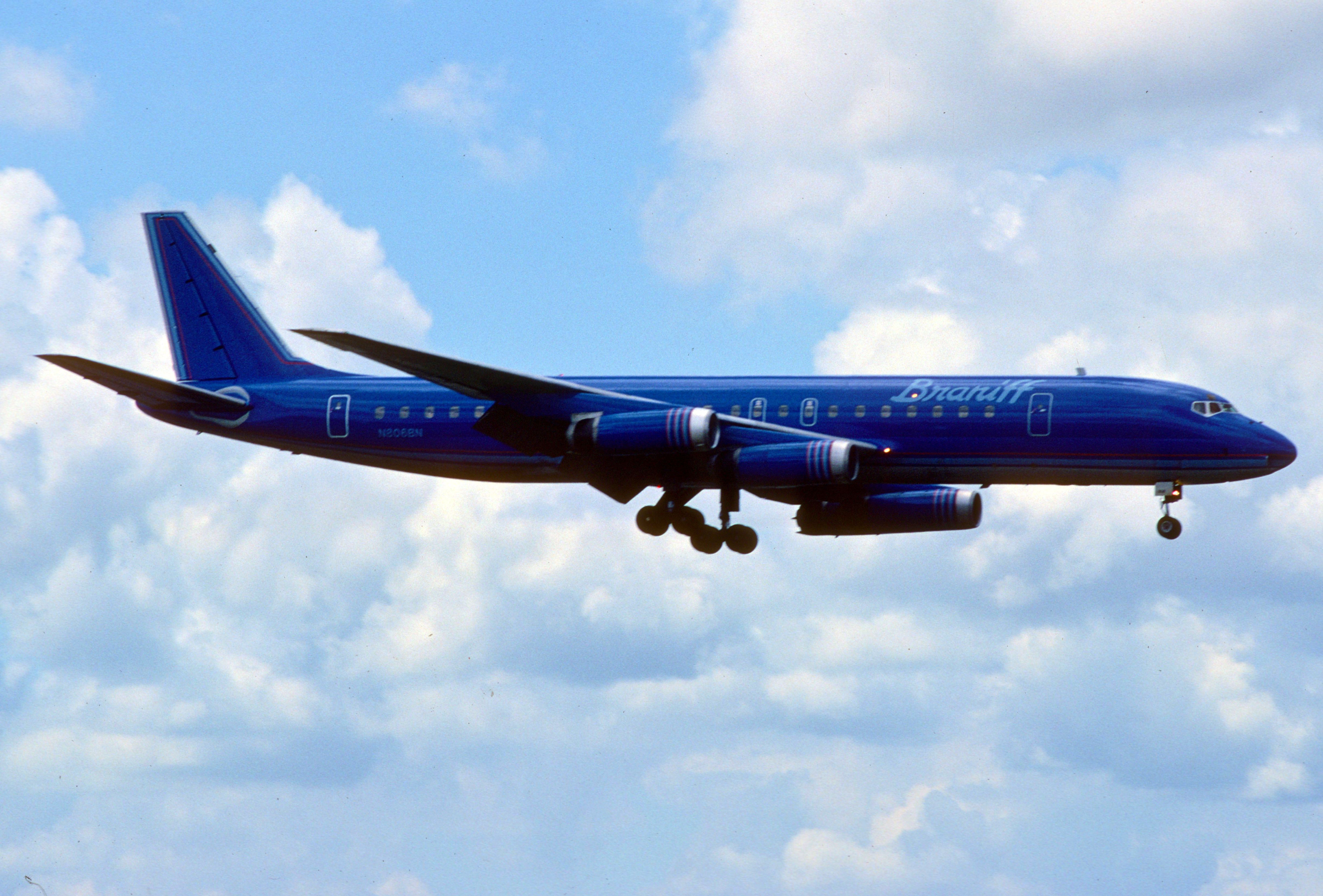
برانيف انترناشيونال DC-8 باللون الأزرق بالكامل (1980)

في عام 1965، استأجرت شركة خطوط برانيف الدولية ألكسندر جيرارد لتجديد هوية الشركة. اشتمل التصميم النهائي على طلاء جسم الطائرة بالكامل بأحد الألوان العديدة الجريئة. تم وضع شعار شركة الطيران على أنه «خطوط برانيف الدولية» في حروف كبيرة مائلة مصممة خصيصًا، مع لصق الأحرف الأولى على زعانف ذيل الطائرة. كان الطلاء جزءًا من تجديد شامل لهوية الشركة يشمل أيضًا صالات مخصصة للمطارات، بما في ذلك غطاء رأس قصير العمر «خوذة الفضاء» لموظفي المقصورة.
في عام 1969، عينت شركة كورت لاين للطيران بيتر مردوخ لتجديد هوية الشركة. تضمن التصميم الناتج تزيين كل عضو في الأسطول بواحد من خمسة ألوان مختلفة ضمن مخطط الهوكي. تم وضع شعار شركة الطيران على أنه «محكمة» بأحرف مائلة صغيرة مصممة خصيصًا، ويمكن بسهولة تغييره إلى "liat" عند نقل طائرة فردية إلى شركة جزر ليوارد للنقل الجوي التابعة لشركة كورت لاين للطيران في منطقة البحر الكاريبي.
تم اعتماد طلاء ملون آخر بالكامل من قبل مجموعة الخطوط الجوية البريطانية للخدمات الجوية في أواخر عام 1970. قام أعضاء المجموعة الخطوط الجوية الشمالية الشرقية وكامبريان ايرلاينز بطلاء طائراتهم باللون الأبيض / الرمادي / الأصفر والأبيض / الرمادي / البرتقالي. تم تصميم الزخارف الوردية والخضراء ذات الصلة لأعضاء المجموعة الخطوط الجوية الاسكتلندية وخطوط القنال الجوية، ولكن لم يتم استخدام الخدمة مطلقًا.

### يورووايت

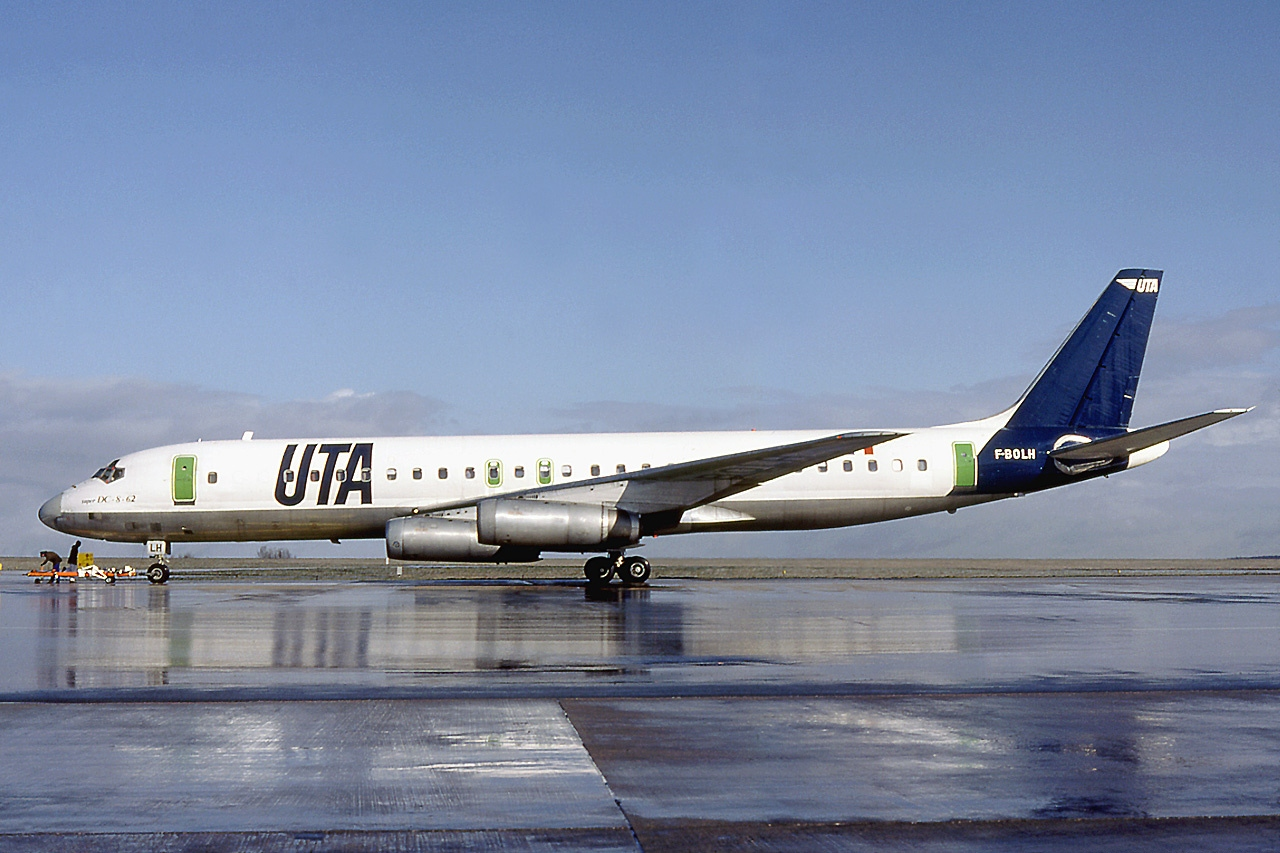
طائرة اتحاد النقل الجوي UTA دي سي-8 في Eurowhite (1983)

منذ سبعينيات القرن الماضي، بدأت فكرة اللون العام في الانتشار في جميع أنحاء العالم، إلى حد كبير في شكل كسوة "Eurowhite" حيث كان اللون الأبيض هو السائد. من المزايا الجانبية للمظهر الأبيض العام أنه ساعد في إدارة أصول شركات الطيران. وقد فعلت ذلك من خلال تسهيل توظيف، من أصل (استئجار في 1960s لغة أو التأجير من 1970s) من أعضاء أسطول الأفراد خلال أحواض الحركة الموسمية أو الركود الاقتصادي. يمكن للطائرات البيضاء بشكل عام أن تقبل بسهولة العناصر الرئيسية من كسوة المستأجر، ويمكن أن تعود بسرعة مماثلة إلى كسوة المؤجر عند العودة.
تضمنت كسوة Eurowhite المبكرة الملحوظة كسوة شركة طيران إليطاليا في السبعينيات واتحاد النقل الجوي في أوائل السبعينيات. كان طلاء خطوط ترانس وورلد الجوية لعام 1975 من بين أولى مخططات يورووايتخارج أوروبا. باستثناء مثال موجز جدًا لشعار الخطوط الجوية الفرنسية وبيبسي، كانت جميع كسوات الكونكورد أساسها يورووايت، لأن هذا قلل من امتصاص الحرارة.

### الكسوة الهلامية
غالبًا ما كان يطلق على كسوة Braniff 1967 (انظر اللون الكامل أعلاه) اسم "Jellybean". تشتمل كسوة Jellybean على العديد من الألوان البديلة التي يتم تزيين الطائرات بأكملها أو أجزاء منها. اشتمل أحد أنواع Jellybean على تزيين زعانف الذيل بتصميمات مختلفة، كما يتضح من شركة طيران الهند إكسبريس، وعرض الثقافة والتراث الهندي المختلف على ذيلها، والعلامة التجارية لشركة Alaska Airline لعام 1972 ، فرونتير ايرلاينز مع صور لحيوانات وطيور مختلفة على ذيلها، خطوط جيت بلو الجوية، ميكسيكانا، «ذيول العرقية» للخطوط الجوية الدولية الباكستانية، وبلونا . تم الاحتفال بالكسوات العرقية للخطوط الجوية البريطانية عام 1997 من أمثلة Jellybean.

### لوحة
شهدت السبعينيات ظهور كسوة بيلبورد. هذا يضع عنوان شركة الطيران المركزية في كسوة، غالبًا على حساب خط الغش. من أوائل الذين تبنوا كسوة بيلبورد اتحاد النقل الجوي وسي بورد وورلد ايرلاينز وهيوز ايرويست والخطوط الجوية البولندية . تم الاحتفال بكسوة بان آم النهائية من أمثلة اللوحات. في التسعينيات والعقد الأول من القرن الحادي والعشرين، اعتمد اثنان من تحالفات شركات الطيران الرئيسية الثلاثة بيلبورد كسوة للتطبيق على الطائرات المختارة التي تديرها شركات الطيران الأعضاء في التحالف. استخدمت شركات الطيران منخفضة التكلفة مثل رايان ايرو ايزي جيت أيضًا استخدام كسوة بيلبورد على طائراتهم.

## كسوة متخصصه

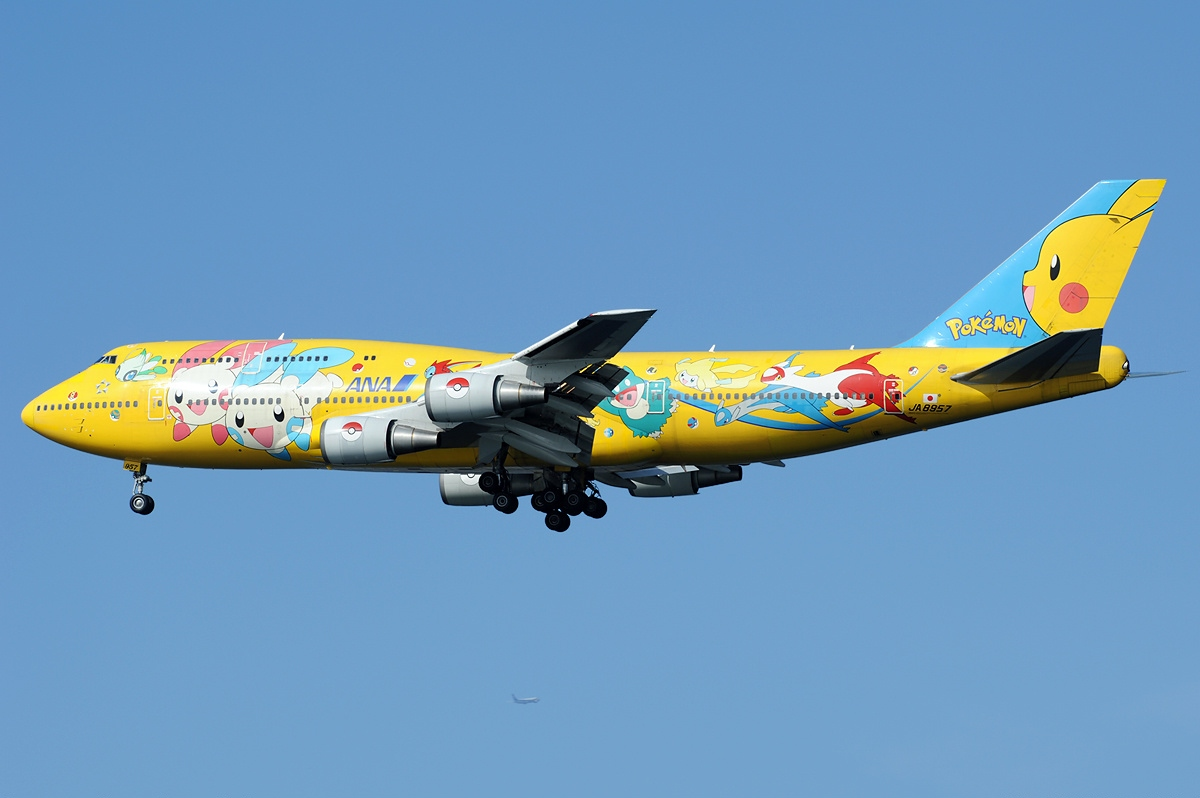
طائرة من طراز 747 جت تابعة لشركة طيران ANA بكسوة Pokémon

### كسوة تذكارية
تستخدم الكسوة التذكارية للاحتفال بمرحلة فارقة في تاريخ شركة الطيران، بما في ذلك الذكرى السنوية.
أحد الأمثلة على ذلك هو مخطط رسم «الذكرى السنوية الخامسة والعشرين» لشركة الخطوط الجوية ATA ، الذي يحتفل بتأسيس شركة الطيران في عهد جورج ميكيلسون، مؤسس شركة أمريكان ترانس إير، أو مخطط طلاء سكاي ويست ايرلاينز المستخدم للاحتفال بالذكرى الثلاثين لتلك الشركة. 
كان لدى خطوط جنوب إفريقيا إحدى طائراتها من طراز بوينج 747-300 مرسومة خصيصًا بألوان قوس قزح لنقل الفريق الأولمبي الجنوب أفريقي إلى دورة الألعاب الأولمبية الصيفية لعام 2000 في سيدني، أستراليا . وأطلق على الطائرة اسم نديزاني. 

### كسوة تراثية
الكسوة التراثية هي استعادة لطلاء سابق لأغراض الدعاية أو للتأكيد على طول تجربة شركة الطيران أو تقاليدها. تطلق شركات الطيران ووسائل الإعلام والمتحمسون على الطائرات المرسومة بالزخرفة التراثية اسم "Retrojets".

## كسوة الشعار

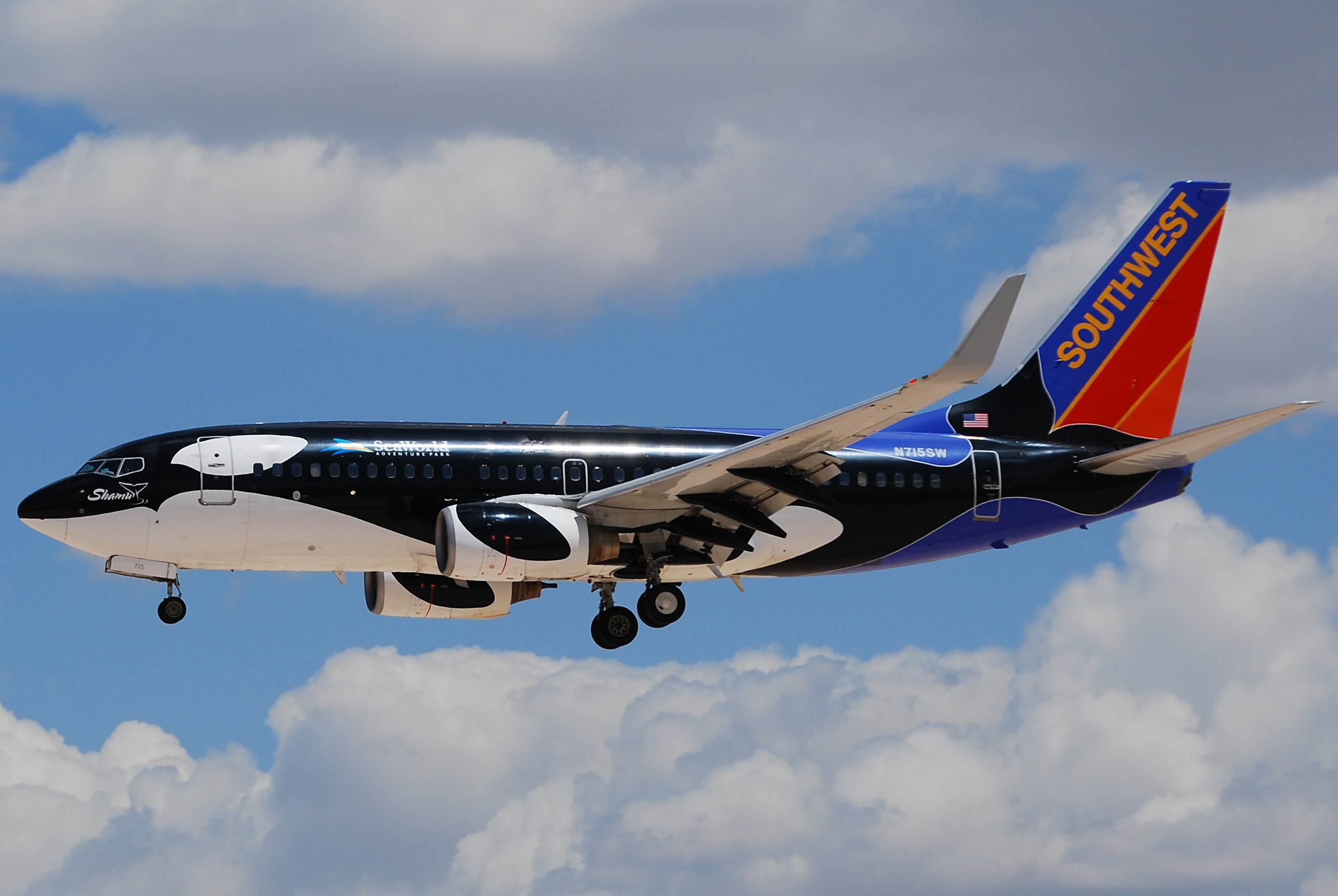
شركة ساوثويست ايرلاينز Orca كسوة للترويج لشركة SeaWorld

غالبًا ما تقوم شركات الطيران بتطبيق ورسم كسوة متخصصة على كسوة وشعارات خطوط الطيران القياسية لطائراتها.
- شعار عند استخدامه لخدمة الميثاق؛ الفرق الرياضية وفرق الروك المتجولة هي أمثلة شائعة.
- شعار جمعية خيرية بارزة، عندما يكون هناك شراكة بين شركة الطيران والمؤسسة الخيرية.
- صور مدينة، عادة ما تكون مركزًا أو مدينة أخرى ذات أهمية لشركة الطيران إعلان عن شركة (لوجو جت).

تشتهر شركة خطوط ساوث ويست الجوية بأشكالها المختلفة التي تروج لـ Sea World (رسمت لتشبه Orca)، والعديد من الولايات الأمريكية حيث يوجد خطوط ساوث ويست عمليات (مرسومة لتشبه أعلام الولايات)، وكيانات أخرى مثل الدوري الاميركي للمحترفين ورونالد ماكدونالد هاوس.

## كسوة التسويق الجوي

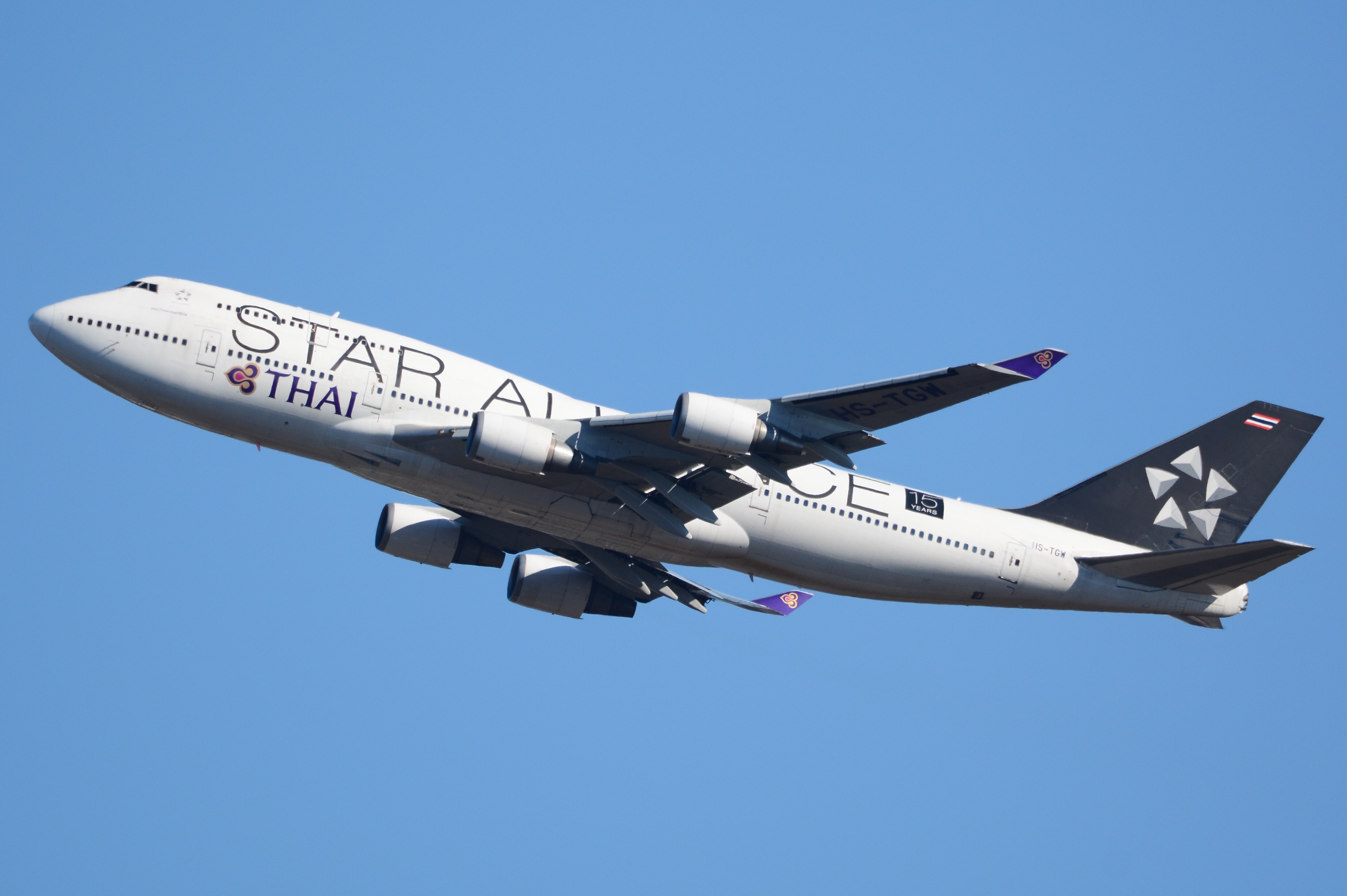
كسوة تحالف ستار على طائرة بوينع 747 تابعة إلى الخطوط الجوية التايلاندية

ثلاثة متعددة الجنسيات في جميع أنحاء العالم تحالفات شركات الطيران قد نمت وتطورت الكسوات الخاصة الطائرات وهويات الشركات والتي تشمل وتجاوز شركات النقل الكبرى، شركات الخطوط الرئيسية، ناقلات إرث، وشركات الطيران العلم هويات الطيران الفردية "جنبا إلى جنب مع أي علاقات الإقليمية والجيوسياسية، الحدود الوطنية، والحكومة التراث.
إن تحالف عالم واحد وسكاي تيمو ستار ألاينس هي «مجموعات تحالف شركات الطيران» المتفق عليها بشكل متبادل لعدد كبير من شركات الطيران المستقلة والمملوكة بشكل منفصل والتي تعمل معًا كواحد من خلال نظام اتفاقيات المشاركة بالرمز، بدلاً من ألوان أي شركة طيران واحدة معتمدة.

## الكسوة الحكومية

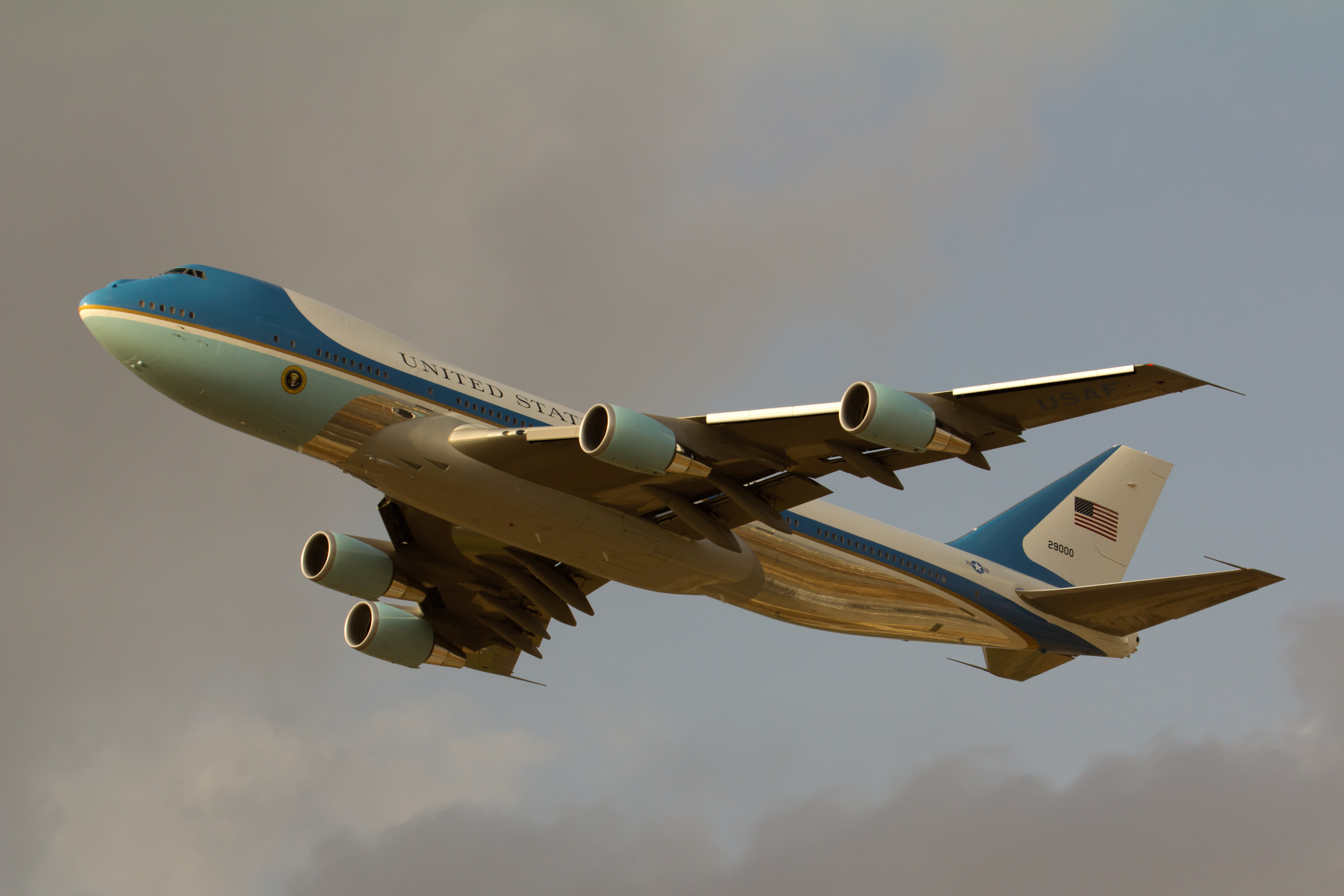
كسوة طائرة االرئاشة طراز Air Force One عليها ختم رئيس الولايات المتحدة

غالبًا ما يتم رسم وسائل النقل الجوي لرؤساء الدول والحكومات بألوان فريدة. تستخدم طائرة الرئيس الأمريكي، Air Force One ، مخطط اللون الأزرق الفاتح والأزرق السماوي، مع ختم رئيس الولايات المتحدة فوق الترس الأمامي مباشرةً وعلم الولايات المتحدة على ذيلها . تم تصميم الطلاء من قبل المصمم الصناعي الأمريكي الفرنسي ريموند لوي بتحريض وبمساعدة السيدة الأولى آنذاك جاكلين كينيدي.
غالبًا ما تكون الطائرات التي تحمل قادة الدولة أو الحكومة مظللة بالألوان الوطنية أو شارات مكتب حكومي معين.

## كسوة الجيش

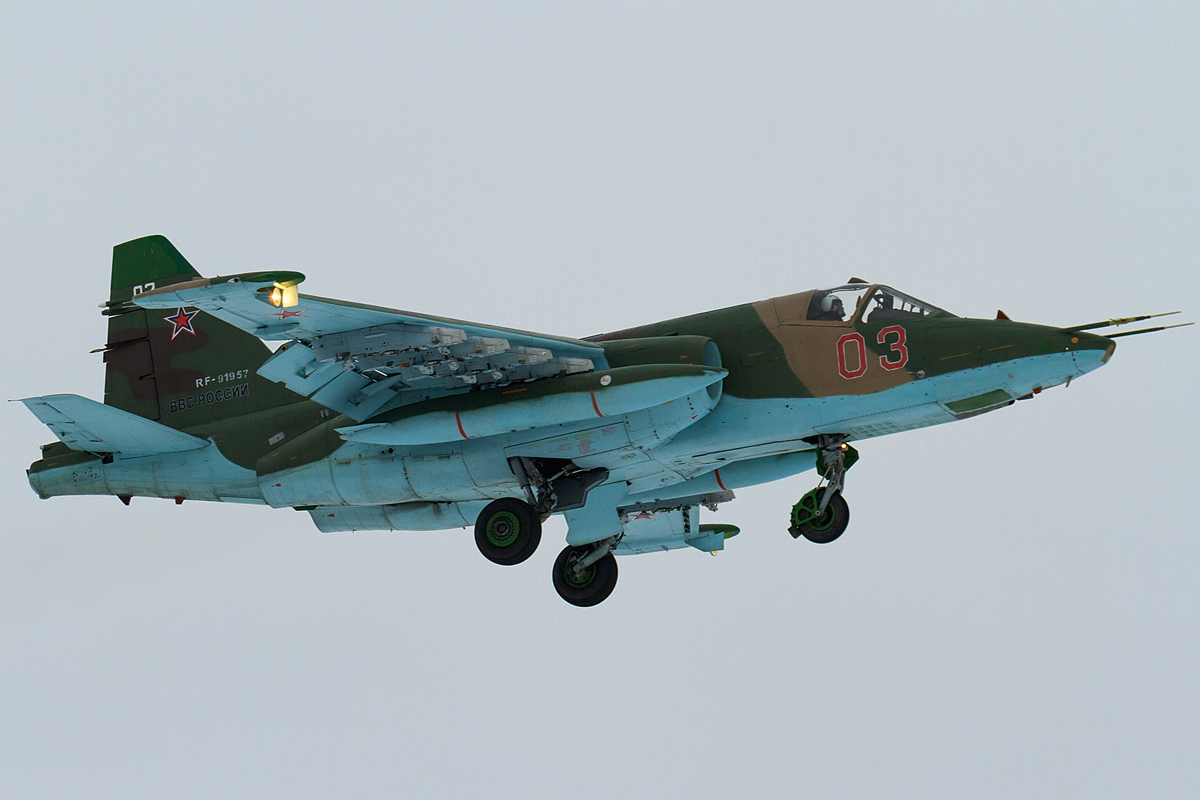
طائرة Su-25 بألوان الأرض في الأعلى ولون السماء في الأسفل

غالبًا ما تستفيد الطائرات العسكرية من تمويه الطائرات لجعل الطائرة أكثر صعوبة في الرؤية في الجو وعلى الأرض. يستخدم هذا النوع من التمويه أنماط الضوء واللون، ويعتمد على الظروف البيئية وهو فعال بشكل أساسي ضد المراقبين البشريين، على الرغم من أن بعض أنظمة الاستحواذ المرئي الإلكترونية يمكن أن تتأثر. التمويه البصري لا يحمي الطائرة من موقع الرادار أو إلكترونيات البحث عن الحرارة.
منذ إصدار MIL-STD-2161 في عام 1993، تستخدم الطائرات التكتيكية التابعة للبحرية الأمريكية مخطط ألوان مصمم لتقليل الاكتشاف البصري الذي يتكون من ظلال من الرمادي المسطح مع علامات خارجية مطبقة في ظل متباين من اللون الرمادي. لاحظ أن الغرض المعلن من هذا المستند هو توحيد مخططات الطلاء وتطبيق الشارات والعلامات البحرية.
تم استخدام تمويه الطائرات لأول مرة خلال الحرب العالمية الأولى وتم استخدامه على نطاق واسع خلال النصف الأول من الحرب العالمية الثانية . بعد تطوير أنظمة الكشف عن الرادار، أصبح تمويه الطائرات أقل أهمية بالنسبة للحلفاء، وتم إحضار عدد من طائرات الحلفاء في أواخر الحرب إلى المعركة بدون تمويه. تركز مخططات التمويه اللاحقة، عند استخدامها، على إخفاء الطائرة عن المراقبة الجوية أثناء استراحتها أو تحليقها بالقرب من الأرض، أو أنها تستخدم لونًا خفيفًا محايدًا لمنع الاكتشاف أثناء وجودها في الهواء. جربت مخططات التمويه الحديثة أنظمة التمويه النشطة الباعثة للضوء والتي تسعى إلى إخفاء الطائرة عن الرؤية البشرية أو طمس أو تشويش الملاحظة البصرية بالوسائل الإلكترونية.

## معرض الصور

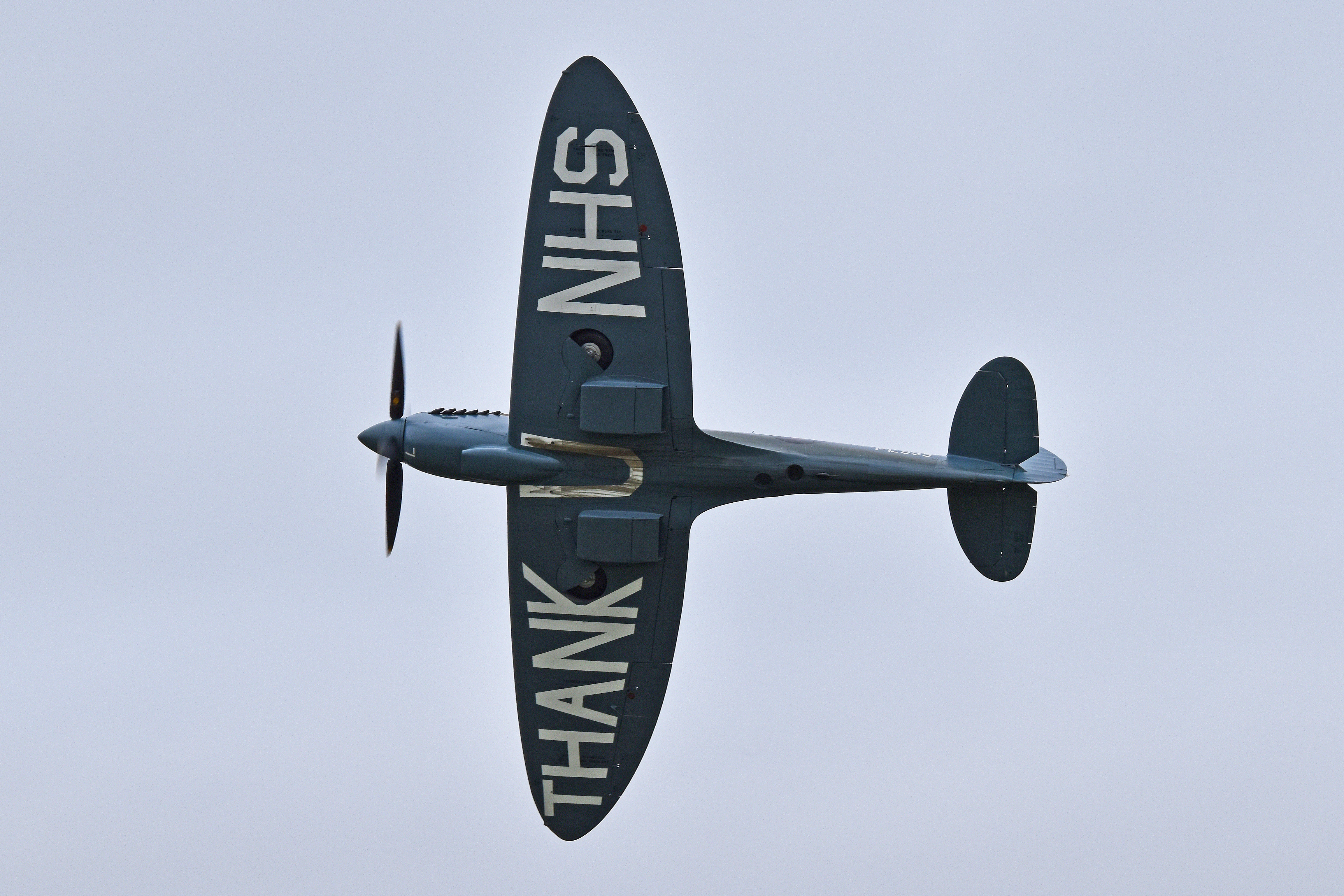
The NHS Spitfire - كسوة شكراً (PL983 G-PRXI)
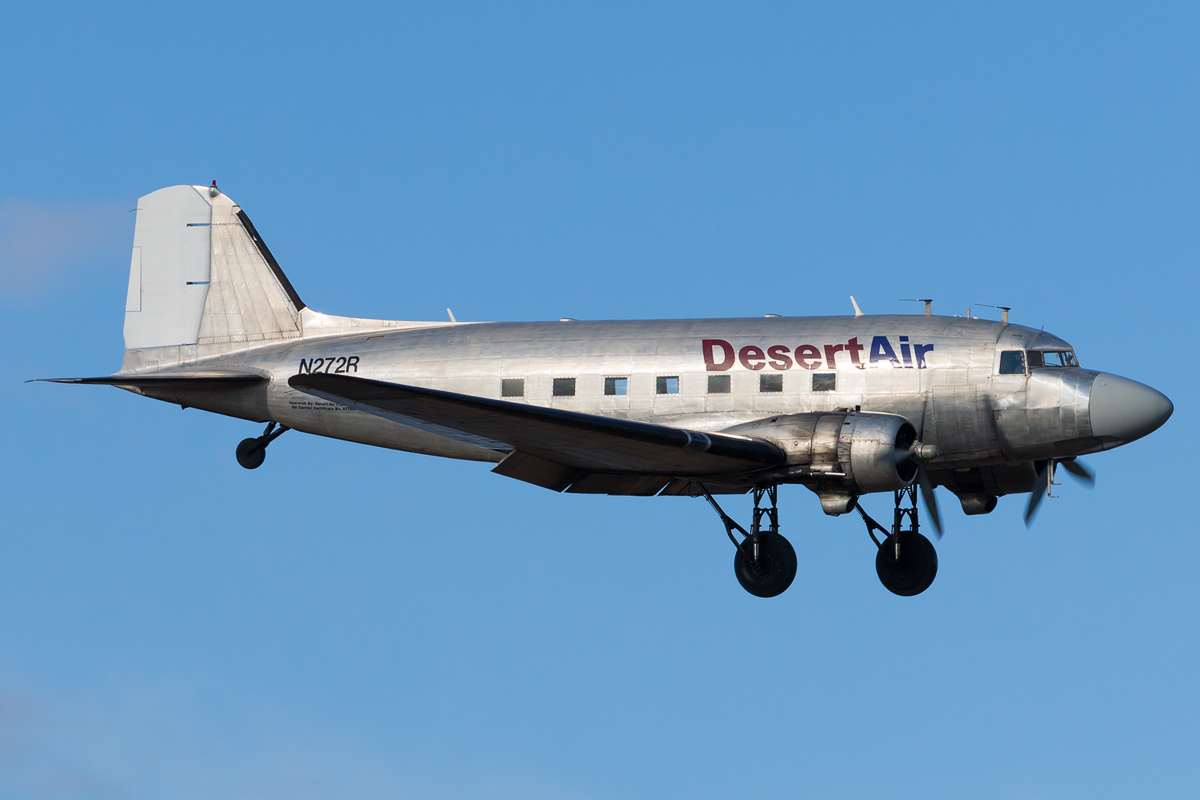
خطوط ديزرت طائرة دي سي-3 بالكسوة المعدينة
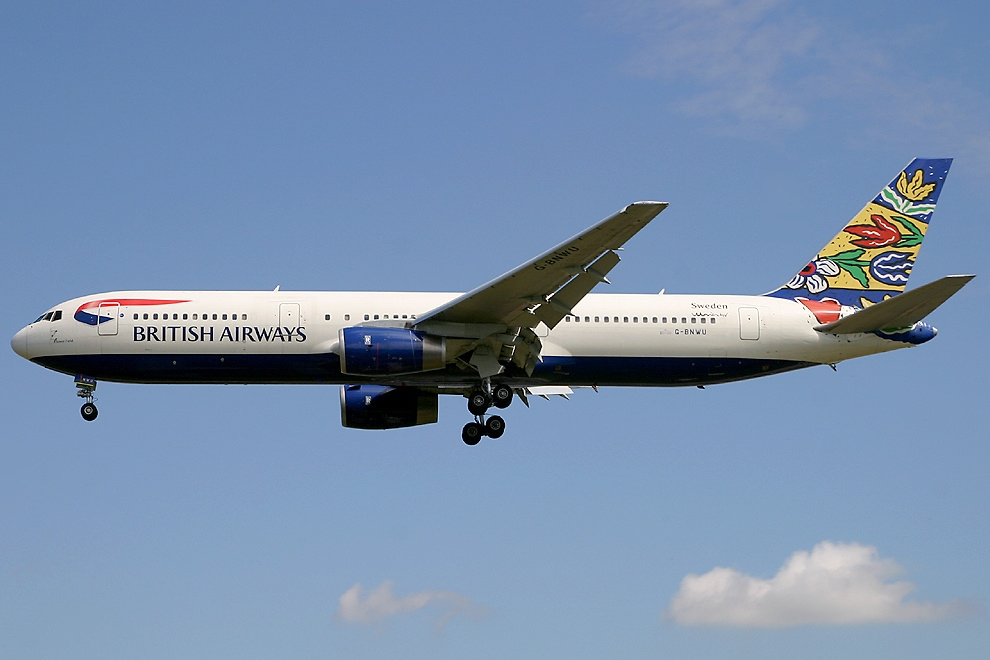
كسوة جيلي بين الخطوط الجوية البريطانية 767 (2003)
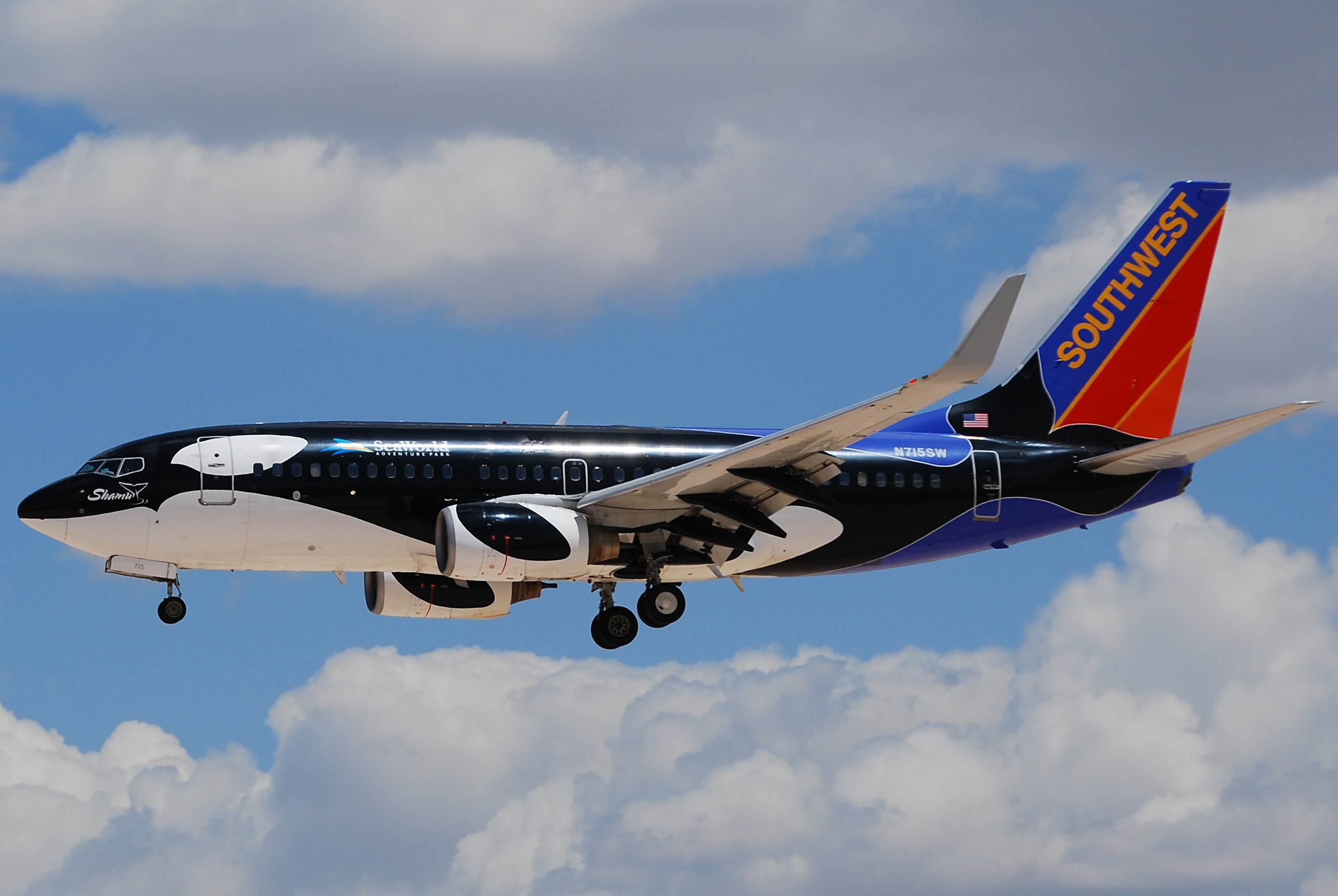
شركة ساوثويست ايرلاينز Orca كسوة للترويج لشركة SeaWorld
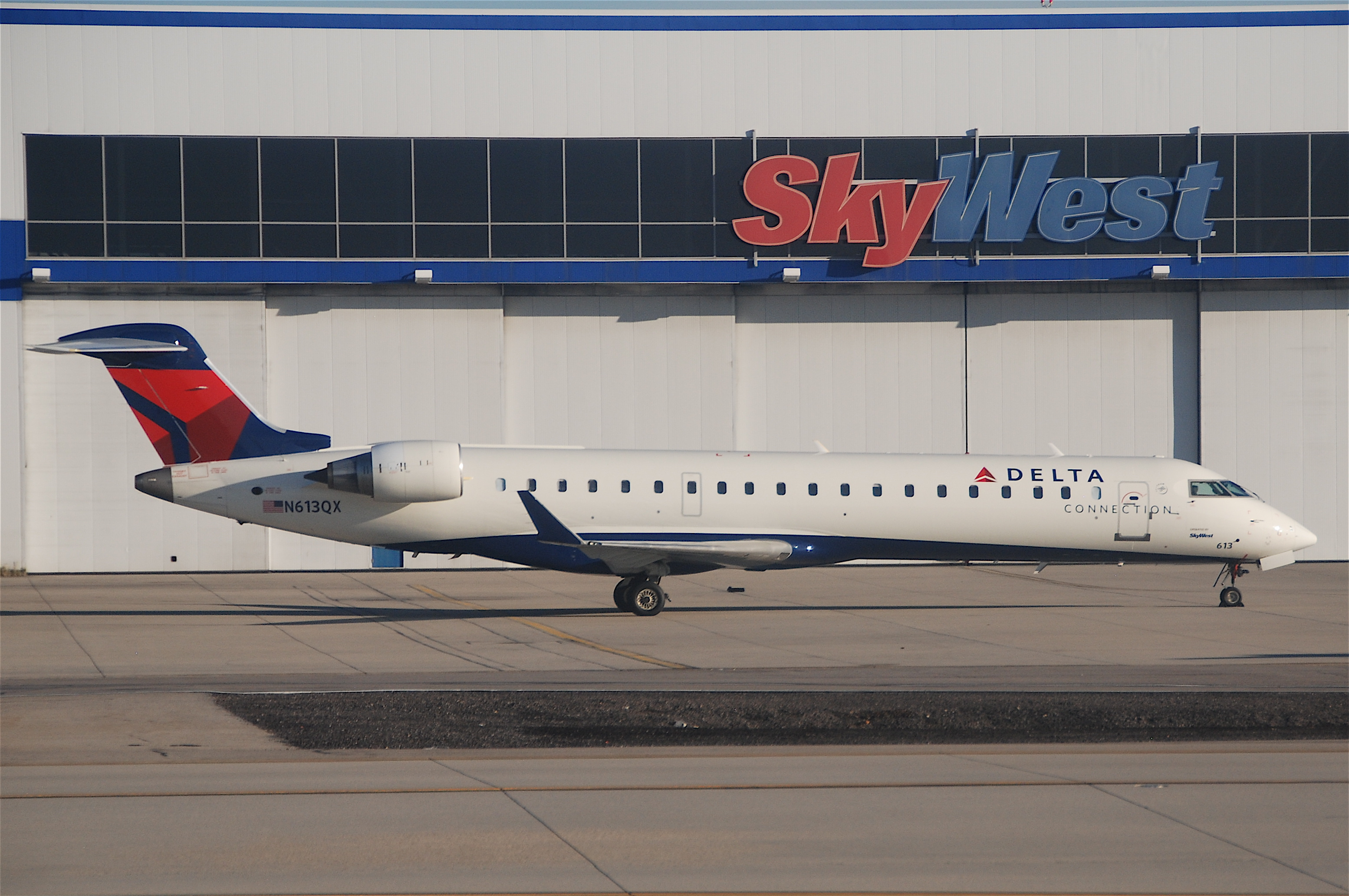
تم تشغيل CRJ700 من سكاي ويست لصالح خطوط دلتا الجوية